# Ng Wei
Ng Wei (chin. trad. 吳蔚, chin. upr. 吴蔚, pinyin Wú Wèi; ur. 14 lipca 1981 roku) – badmintonista z Hongkongu.
Ng brał udział w Letnich Igrzyskach Olimpijskich 2004 odbywających się w Atenach. Przegrał w 1/16 finału z Lee Chong Weiem z Malezji.
W 2005 roku zdobył brązowy medal w Mistrzostwach Azji.
Grał również na Igrzyskach Olimpijskich w Pekinie, gdzie przegrał w 1/16 finału z przyszłym mistrzem olimpijskim Lin Danem.